# Sainte-Anne-de-Prescott
Pour les articles homonymes, voir Sainte-Anne et Prescott.
Sainte-Anne-de-Prescott (souvent écrit Ste-Anne-de-Prescott) est un village canadien majoritairement francophone situé dans les comtés unis de Prescott et Russell, en Ontario, près des frontières du Québec et du comté de Glengarry. Il fait partie de la municipalité de canton de Hawkesbury Est.

## Géographie
Sainte-Anne-de-Prescott est le village le plus à l'est de l'Ontario et est limitrophe du Québec. Les localités voisines sont Saint-Eugène, au nord et également dans le canton de Hawkesbury Est, Sainte-Justine-de-Newton dans la municipalité régionale de comté de Vaudreuil-Soulanges à l'est.

## Urbanisme

### Église
La construction de l'église commença le 9 août 1883 afin de pouvoir célébrer la première messe dans la sacristie le 13 janvier 1884.  La cloche fut acquise de l'entreprise Ernest Chanteloup cette même année.  L'église fut bénie par Mgr Duhamel le 4 septembre 1884 et le premier curé résident, Joseph E. Coderre, arriva le 9 juin 1885. En 1897, on termina la construction des transepts, et on fit l'acquisition d'un orgue Casavant (opus 85).  En 1914, la décoration intérieure fut grandement améliorée grâce aux peintures, aux cadres et aux colonnes de faux marbre du peintre Toussaint-Xénophon Renaud. En 1921, on embellit le cimetière avec un ange de la résurrection de Louis Jobin.  Les restaurations intérieures de 1958 et de 2002 ont rafraîchi les couleurs de l'église mais plusieurs éléments décoratifs ont été perdus. L'église compte un tableau de Toussaint-Xénophon Renaud représentant la mort de saint Joseph, lequel est restauré en 2013.

### Éléments du village
- église catholique romaine
- église unie du Canada
- centre d'action
- parc avec terrain de baseball, de tennis et de volley-ball de plage ainsi que glissages et balançoires
- dépanneur
- fermes laitières et de chevaux
- fermes de produits biologiques
- cabanes à sucre
- camping Titley
- apiculture
- excavateur, camionneurs, mécaniciens

### Croix de chemin
Ste-Anne-de-Prescott est l'un des seuls villages ontariens à avoir conservé bon nombre de ses croix de chemin, monuments permettant aux villageois éloignés de l'église de pouvoir se rassembler et prier.

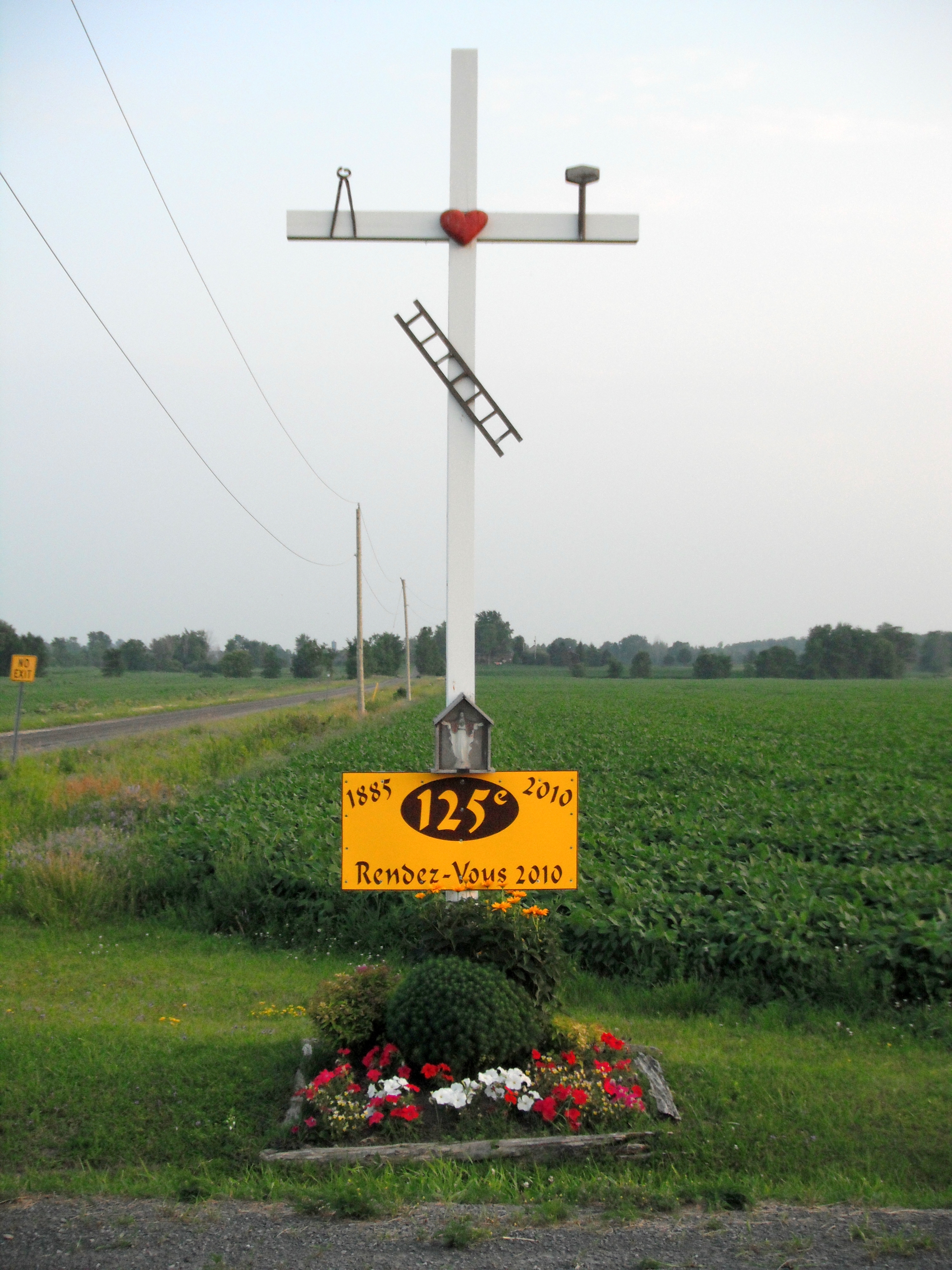
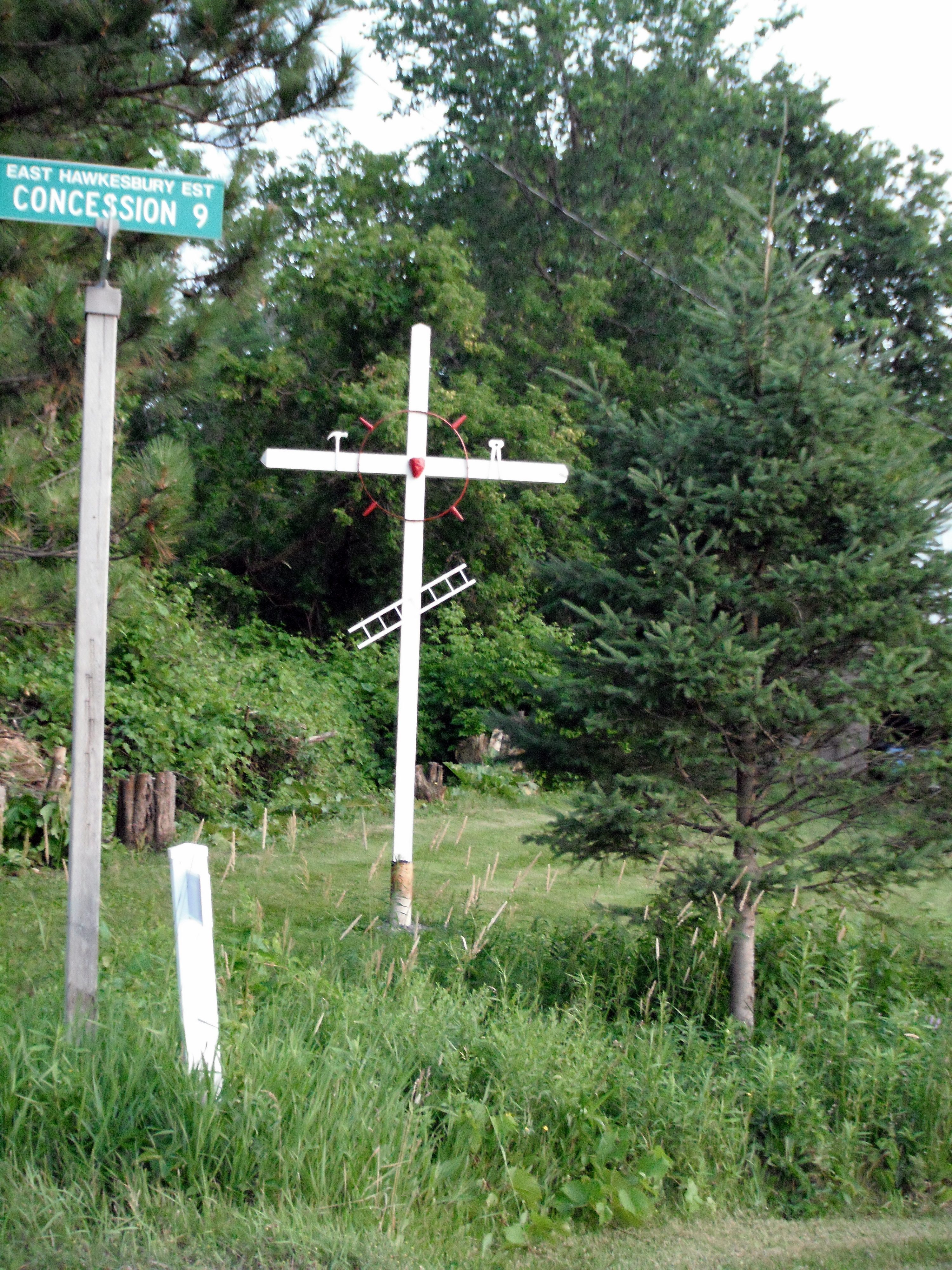
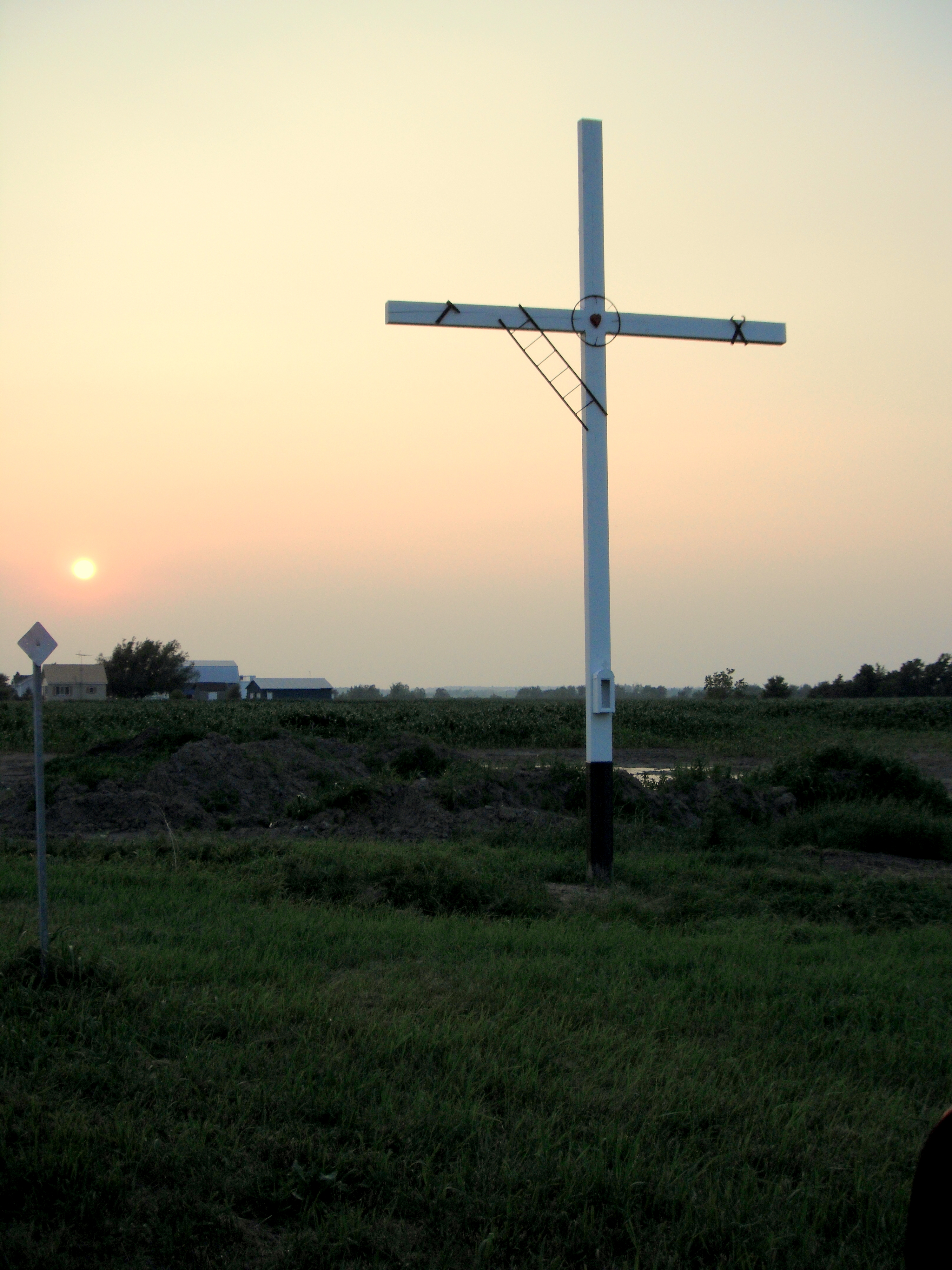
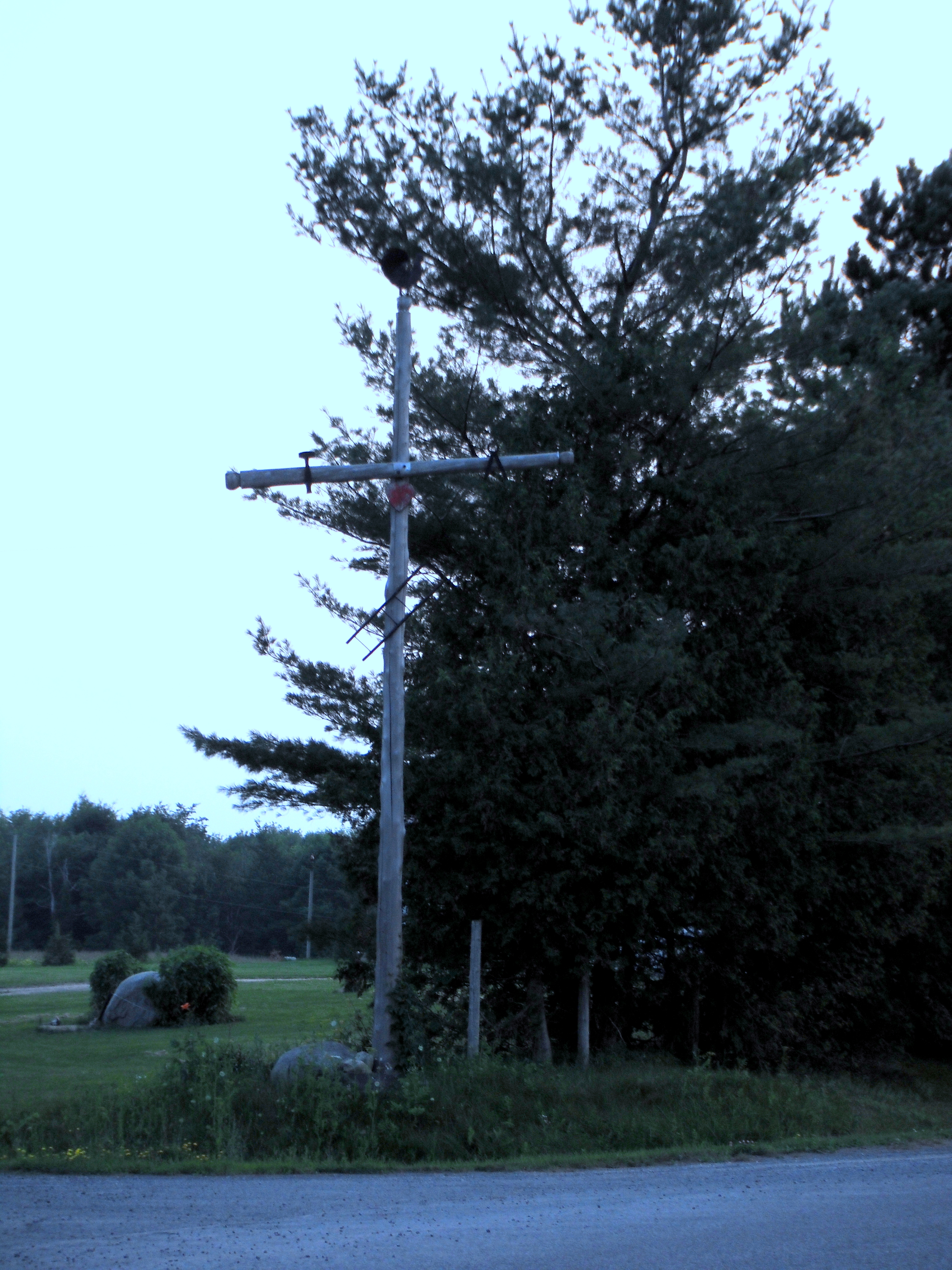

## Histoire
Au début du XIXe siècle, la région est occupée par une poignée de colons, surtout britanniques.  En 1847, le diocèse de Bytown (Ottawa) fonde une société de colonisation qui promeut l'immigration dans l'est de l'Ontario afin de combattre l'exode des Canadiens aux États-Unis et afin d'assurer la présence catholique en Ontario.  Deux missions sont fondées, celle de Mongenais en 1857 (est de la concession 9) et celle de Beaver Creek (ouest de la concession 8).  Ayant à se rendre à Saint-Eugène pour la messe, les habitants des deux villages ont demandé à l'évêque d'Ottawa, Mgr Duhamel, de constituer une mission séparée de Saint-Eugène. Mgr Routhier décide l'endroit de l'église en 1882 et sa construction commença en 1883. La paroisse obtient son titre officiel en 1885.  Le choix de sainte Anne comme patronne reste inconnu mais Prescott provient du nom que porte ce comté, le comté de Prescott. Celui-ci doit son nom à Robert Prescott (1726-1815), un militaire distingué qui a été gouverneur général du Canada de 1796-1807.

## Économie
Il existe quelque 70 entreprises à Sainte-Anne-de-Prescott.  L’économie locale s'appuie sur l'agriculture.

## Société
Cette communauté d’environ 500 habitants est entreprenante et engagée. Par le travail de ses bénévoles, Sainte-Anne-de-Prescott organise chaque année des activités communautaires et sportives. De plus, elle est le siège de diverses activités d’envergure régionale et interprovinciale comme la Journée antique, le pèlerinage à Sainte-Anne (depuis 2002), et le gala folklorique, pour n’en nommer que quelques-unes. Sainte-Anne-de-Prescott fête en 2010 ses 125 ans. Quelques organismes :
- club âge d'or
- comité du centre d'action
- comité des loisirs
- cercle des fermières
- chevaliers de Colomb
- club de motoneige
- club 4-H
- comité du développement économique
- comité de la paroisse de Sainte-Anne-de-Prescott